# Thylactus angularis
Thylactus angularis là một loài bọ cánh cứng trong họ Cerambycidae.